# Operazione 34A
Operation 34A (nome completo, Operational Plan 34A, conosciuta anche come OPLAN 34Alpha) era un programma altamente classificato degli Stati Uniti contro la Repubblica Democratica del Vietnam (DRV o Vietnam del Nord), consistente in un team di agenti segreti, missioni di ricognizione aerea, operazioni di sabotaggio navale ed altre azioni segrete. Anche se iniziata dal 1961 dalla CIA (Central Intelligence Agency), nel 1964 il programma fu trasferito al MACV-SOG (Military Assistance Command, Vietnam Studies and Observations Group) durante l'operazione Parasol/Switchback. La SOG era il nome di copertura per una task force di guerra non convenzionale sotto la guida ed il controllo diretto del Pentagono.
Dopo una serie di operazioni nelle quali i commando della Repubblica del Vietnam furono catturati dopo una infiltrazione nel Vietnam del Nord, la SOG spostò l'enfasi delle sue attività sulle operazioni marittime. Una piccola flotta di pattugliatori veloci fu acquisita per lo sbarco di squadre d'azione e per i bombardamenti fuoricosta di piccole installazioni militari. Il ritmo di queste operazioni raddoppiò tra il mese di giugno e luglio del 1964, dopo l'intenso impegno a Chan La. L'ufficiale dell'intelligence norvegese Alf Martens Meyer, reclutò tre marinai norvegesi per partecipare a questi raids. Le SWIFT boats (Swiftboating o Patrol Craft Fast) norvegesi viaggiavano da Da Nang con commando sudvietnamiti a bordo. I tre norvegesi raccontarono la loro storia in un documentario televisivo per la Norwegian Broadcasting Corporation nel dicembre 2000.

## Storia

### Le prime attività
A partire dalla metà del 1962, la US Navy iniziò a condurre operazioni di sorveglianza elettronica guidata da una divisione di dragamine oceanici (MSO) che operarono lungo le coste del Nord e del Sud del Vietnam. I dragamine avevano vani portatili dotati di sofisticate apparecchiature elettroniche di sorveglianza ed erano alimentati da una stazione di rifornimento nel Vietnam del Sud situata vicino al porto di pescherecci di Đà Nẵng, inoltre misero in evidenza come la CIA tendesse a dimostrare che la Cina e la Russia rifornivano i Viet Cong con armi e altro materiale. Di tanto in tanto, solitamente tra la mezzanotte e le 3 del mattino, imbarcazioni mitragliere NVN si avvicinavano ai cacciamine ad alta velocità per poi staccare e tornare alla propria base navale operativa su un'isola a nord del 30º parallelo, dopo aver fatto manovre minacciose, pur non avendo in realtà mai attaccato il dragamine. Le manovre furono segnalate al CINC Pac Fleet ed il Pentagono con messaggi segreti crittografici notturni. I dragamine erano essenzialmente indifesi in caso che un attacco si fosse verificato. Nei primi mesi del 1963, i dragamine furono sostituiti da una divisione di cacciatorpediniere (i pattugliatori DESOTO) che sembrano aver effettuato le stesse operazioni di sorveglianza elettronica condotte dai dragamine.
Anche se teoricamente, le due serie di operazioni sono state indipendenti l'una dall'altra, gli attacchi effettuati dalle motovedette, provocarono reazioni a catena da parte dei militari del Vietnam del Nord i quali, monitorati dai caccia americani, fornirono informazioni molto utili sulle capacità militari del DRV.

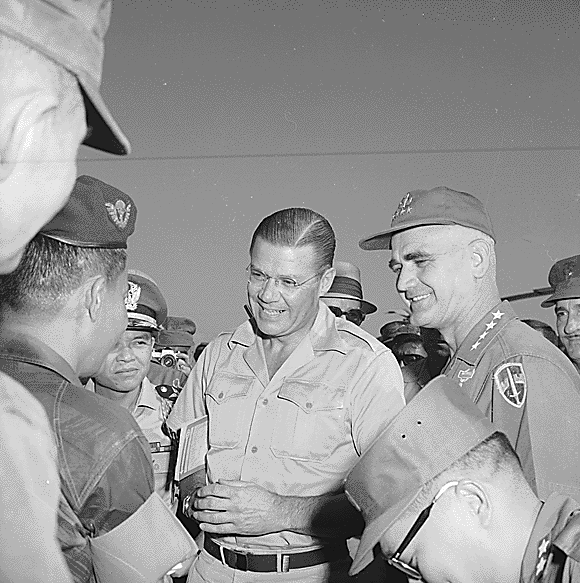
Il generale Westmoreland (a destra), accompagna il Ministro della Difesa americano Robert McNamara in visita in Vietnam.

### La politica di McNamara
Nel marzo 1964 il ministro della Difesa McNamara partì per una nuova missione esplorativa nel Vietnam del Sud, McNamara lodò pubblicamente il governo di Khanh (succeduto al regime di Diem) ma poi, in un rapporto riservato prospettò un quadro veramente cupo della situazione. Il ministro, convinto assertore della teoria dell'effetto domino, guardava al Vietnam del Sud come a un test della capacità americana di affrontare e sconfiggere un'aggressione pilotata dall'esterno dai comunisti. Johnson, con le elezioni in vista, non voleva inviare soldati in Asia e quindi ricordare agli americani lo spettro della guerra in Corea, inoltre c'era il timore nel caso di una escalation del conflitto innescata da parte statunitense, che intervenisse militarmente la Repubblica Popolare Cinese. Per queste ragioni l'amministrazione statunitense optò per una intensificazione delle operazioni coperte contro il Vietnam del Nord (sabotaggi, lancio di volantini, sorveglianza aerea segreta) già avviate dal febbraio 1964 assieme ai sudvietnamiti con il piano operativo 34A. Il Pentagono preparò dei piani ben dettagliati, anche per il bombardamento del Vietnam del Nord. Un'occasione ben accolta per attuare i piani predisposti furono gli avvenimenti del Golfo del Tonchino.

### L'incidente del Golfo del Tonchino e l'"escalation"
La mattina del 2 agosto 1964, la mattina dopo un attacco da parte delle forze speciali degli Stati Uniti contro un trasmettitore radio nordvietnamita situato su un'isola in mare aperto - uno di questi cacciatorpediniere, la USS Maddox, segnalò di essere sotto attacco da motovedette della marina della DRV nel Golfo del Tonchino. I dirigenti di Hanoi ritennero che la presenza della Maddox potesse spiegarsi solo con il bombardamento, iniziato il giorno prima dai sudvietnamiti della vicina isola di Hon Me (una delle operazioni previste dal piano OPLAN 34-A).
Questo attacco, e le azioni navali conseguenti, noto come l'incidente del golfo del Tonchino, fu utilizzato dal presidente Lyndon B. Johnson per garantire il passaggio al Congresso degli Stati Uniti della Risoluzione del Sud-Est asiatico del 7 agosto 1964, portando all'escalation della guerra in Vietnam.